# Жилой дом (улица Глебова, 6)
Жилой дом — памятник архитектуры местного значения в Нежине.

## История
Изначально был внесён в «список памятников архитектуры вновь выявленных» под названием Жилой дом.
Приказом Министерства культуры и туризма от 21.12.2012 № 1566 присвоен статус памятник архитектуры местного значения с охранным № 10010-Чр под названием Жилой дом. Установлена информационная доска.

## Описание
Дом построен в конце XVIII века — начале XX века.
Одноэтажный, каменный, оштукатуренный, П-образный в плане дом, с скатной крышей. Оконные проёмы четырёхугольные с лучным завершением, украшенные лучным декором над ними. Фасад расчленяют рустиковые пилястрами, завершён карнизом, скат украшен резным деревянным карнизом. С западной стороны пристроен двухэтажный дом.